# Paulo Baya
Paulo Baya (* 26. Juli 1999 in Marabá), mit vollständigem Namen Paulo Henrique Silva Ribeiro, ist ein brasilianischer Fußballspieler.

## Karriere
Paulo Baya erlernte das Fußballspielen in der Jugendmannschaft vom FC Cascavel im brasilianischen Cascavel. Hier unterschrieb er 2020 seinen ersten Vertrag. Am 1. Februar 2021 wechselte er auf Leihbasis nach Japan, wo er sich Ventforet Kofu anschloss. Der Verein aus Kōfu, einer Stadt in der Präfektur Yamanashi auf Honshū, spielt in der zweiten japanischen Liga, der J2 League. Sein Zweitligadebüt gab er am 1. Mai 2021 (11. Spieltag) im Heimspiel gegen Zweigen Kanazawa. Hier wurde er in der 84. Minute für den ebenfalls aus Brasilien stammenden Willian Lira eingewechselt. Ventforet gewann das Spiel mit 2:0. Für Ventforet stand er sechsmal in der zweiten Liga auf dem Spielfeld. Nach der Saison kehrte er nach Brasilien zurück, wo er im Januar 2022 auf Leihbasis zum Avaí FC nach Santa Catarina wechselte. Nachdem Baya bis einschließlich 2024 durch unterklassige Klub seiner Heimat tingelte, kam er zum Saisonstart 2025 auf Leihbasis zum Fluminense FC nach Rio de Janeiro, wo er die Chance erhalten sollte, in der Série A 2025 anzutreten.